# Bni Hilal
Bni Hilal (franska: Bni Hilal (CR), Bni Hilal (Commune Rurale), arabiska: سيدي امحمد اخديم) är en kommun i Marocko.   Den ligger i Sidi Bennour (provins) och regionen Casablanca-Settat, i den norra delen av landet, 200 km sydväst om huvudstaden Rabat. Antalet invånare är 17 288.